# Старосільська сільська рада (Андрушівський район)
Старосільська сільська рада — колишня адміністративно-територіальна одиниця та орган місцевого самоврядування у Іванківському і Андрушівському районах Волинської округи, Київської та Житомирської областей Української РСР з адміністративним центром у селі Старосілля.

## Населені пункти
Сільській раді на час ліквідації були підпорядковані населені пункти:
- с. Старосілля.

## Історія та адміністративний устрій
Створена 28 вересня 1925 року в складі с. Старосілля та хуторів Дубина і Чигарі Старокотельнянської сільської ради Іванківського району Волинської округи. 3 вересня 1930 року включена до складу Андрушівського району Української СРР. Станом на 1 жовтня 1941 року хутори Дубина та Чигарі не значилися на обліку населених пунктів.
Станом на 1 вересня 1946 року сільська рада входила до складу Андрушівського району Житомирської області, на обліку в раді перебувало с. Старосілля.
Ліквідована 11 серпня 1954 року, відповідно до указу Президії Верховної ради Української РСР «Про укрупнення сільських рад по Житомирській області», територію ради та с. Старосілля приєднано до складу Старокотельнянської сільської ради Андрушівського району Житомирської області.